# Babcia Róża i Gryzelka
Babcia Róża i Gryzelka – program telewizyjny dla dzieci, który był emitowany w czwartkowej Wieczorynce od 27 kwietnia 2006 do 21 czerwca 2007. Program był zawieszany na okres wakacji. Pierwsze trzy odcinki, wyprodukowane jeszcze w 2005 roku, w których babcię Różę gra inna aktorka, wyemitowano dopiero w lutym 2007. W związku z decyzją o zakończeniu produkcji, ostatnie trzy gotowe już odcinki, zaplanowane pierwotnie do emisji we wrześniu 2007, wyemitowano w sierpniu 2007 w godzinach porannych. Wyprodukowano łącznie 46 odcinków. Od 15 lutego 2014 program powtarzany jest w TVP ABC.
Serial opowiada o Gryzelce, pluszowej wiewiórce. Jest przyjacielem dzieci, sama chodzi do zerówki. Opiekuje się nią Babcia Róża, która udziela maluchom dobrych rad. W programie pojawia się też wielu gości. Dzieci mogą przesyłać listy do Gryzelki dzięki stronie internetowej, a także tradycyjną pocztą. Niektóre listy, związane z tematem odcinka, czytane są w czasie programu.

## Obsada
- Babcia Róża – Barbara Wrzesińska (odc. 1-3),  Izabella Olejnik (od odc. 4)
- Gryzelka – Ewa Złotowska
- Stukupukus – Jerzy Bończak
- Munio – Krzysztof Tyniec
- Listonosz Ludwik – Marek Siudym

W pozostałych rolach wystąpili m.in. Irena Kwiatkowska, Krystyna Tkacz, Kacper Kuszewski, Wiktor Zborowski, Lucyna Malec, Agnieszka Suchora, Justyna Sieńczyłło, Antoni Pawlicki, Julia Kołakowska, Tomasz Steciuk.

## Autorzy
- Autorka projektu programu – Krystyna Kwiatkowska
- Muzyka – Krystyna Kwiatkowska
- Reżyseria – Krystyna Kwiatkowska (34 odcinki), Andrzej Kotkowski (12 odcinków)
- Scenografia – Maria Kucia-Albin
- Scenariusz – Justyna Holm, Joanna Jung, Roksana Jędrzejewska-Wróbel, Małgorzata Strzałkowka, Jolanta F. Mąkosa

## Spis odcinków
| Nr | Data premiery | Tytuł               |
| -- | ------------- | ------------------- |
| 1  | 08.02.2007    | Wyobraźnia          |
| 2  | 22.02.2007    | Cierpliwość         |
| 3  | 15.02.2007    | Apetyt              |
| 4  | 27.04.2006    | Sezam mądrości      |
| 5  | 04.05.2006    | Tort                |
| 6  | 11.05.2006    | Mówię wyraźniej     |
| 7  | 18.05.2006    | Imieniny            |
| 8  | 01.06.2006    | Pan Bałagan         |
| 9  | 08.06.2006    | Deszczyk            |
| 10 | 07.09.2006    | Inny                |
| 11 | 21.09.2006    | Zazdrość            |
| 12 | 28.09.2006    | Czary               |
| 13 | 05.10.2006    | Koko                |
| 14 | 25.10.2006    | Każdy ma wyobraźnię |
| 15 | 19.10.2006    | Zęby                |
| 16 | 12.10.2006    | Dom                 |
| 17 | 02.11.2006    | Straszny strach     |
| 18 | 30.11.2006    | Piesek              |
| 19 | 16.11.2006    | Różowe okulary      |
| 20 | 09.11.2006    | Kłamstwo            |
| 21 | 14.12.2006    | Katar               |
| 22 | 21.12.2006    | Gwiazdka            |
| 23 | 28.12.2006    | Niespodzianka       |
| 24 | 04.01.2007    | Znaki               |
| 25 | 11.01.2007    | Talent              |
| 26 | 18.01.2007    | Złość               |
| 27 | 25.01.2007    | Nie chce mi się     |
| 28 | 01.02.2007    | Kup mi              |
| 29 | 01.03.2007    | Smutek              |
| 30 | 08.03.2007    | Gimnastyka          |
| 31 | 15.03.2007    | Mól książkowy       |
| 32 | 22.03.2007    | Teatrzyk            |
| 33 | 29.03.2007    | Trema               |
| 34 | 05.04.2007    | Zielone             |
| 35 | 12.04.2007    | Obietnica           |
| 36 | 19.04.2007    | Ząbkowa wróźka      |
| 37 | 26.04.2007    | Urodziny            |
| 38 | 10.05.2007    | Majówka             |
| 39 | 17.05.2007    | Chwalipięta         |
| 40 | 24.05.2007    | Obrażalska          |
| 41 | 31.05.2007    | Lubię siebie        |
| 42 | 14.06.2007    | Wygrana – przegrana |
| 43 | 21.06.2007    | Spoźnialski         |
| 44 | 10.08.2007    | Śmiej się           |
| 45 | 16.08.2007    | Grypa               |
| 46 | 16.08.2007    | Chipsy              |